# 심재익
심재익(沈載益, 1998년 10월 4일 ~ )은 대한민국의 바둑 기사이다.

## 약력
2017년 제139회 일반입단대회를 통해 입단했다. 2017년 제5회 메지온배 오픈신인왕전 본선 16강에 올랐다. 2018년 3월에 2단으로 승단했고, 37기 KBS 바둑왕전 16강전과 제3회 미래의 별 신예최강전 본선 24강, 제23기 GS칼텍스배 프로기전에 각각 진출했다. 2019년 4월, 3단으로 승단했다. 2021년 5단을 거쳐 2022년에 6단으로 승단했다.